# Nguyễn Văn Phước (thẩm phán)
Nguyễn Văn Phước (sinh ngày 26 tháng 10 năm 1956) là thẩm phán người Việt Nam. Ông từng là Chánh án Tòa án nhân dân tỉnh Khánh Hòa nhiệm kì 2010-2016.

## Xuất thân và giáo dục
Nguyễn Văn Phước sinh ngày 26 tháng 10 năm 1956, quê quán ở xã Ninh Thân, huyện Ninh Hòa, tỉnh Khánh Hòa, người dân tộc Kinh. Ông có bằng cử nhân luật.

## Sự nghiệp
Ngày 9 tháng 7 năm 2010, ông được bổ nhiệm làm Chánh án Tòa án nhân dân tỉnh Khánh Hòa nhiệm kỳ 2010 - 2015, trước đó ông là Quyền Chánh án Tòa án nhân dân tỉnh Khánh Hòa từ ngày 1 tháng 6 năm 2010 thay ông Huỳnh Sáng được điều động công tác tại Tòa phúc thẩm Tòa án nhân dân tối cao tại TP. Hồ Chí Minh.
Năm 2016, ông nghỉ hưu. Thay thế ông là ông Nguyễn Anh.